# Jaroslav Hofrichter
Jaroslav Hofrichter (23. září 1920 Plzeň – 9. května 2016 Praha) byl střelec a palubní inženýr u 311. bombardovací perutě RAF.

## Život
Mládí prožil v Plzni, vyučil se soustružníkem. Od patnácti let chodil do plzeňského aeroklubu. Jako osmnáctiletý se přihlásil do akce „1000 pilotů republice“, která měla vycvičit zálohy pro československé vojenské letectvo. Před začátkem výcviku došlo k okupaci Československa. V roce 1940 se tzv. balkánskou cestou dostal přes Maďarsko a Jugoslávii do britské Palestiny, kde vstoupil do československé armády v zahraničí. Odtud se dostal okolo Afriky (navštívil Somálsko, Durban, Kapské Město) přes Kanadu do Velké Británie, kde se přihlásil k letectvu. Do pilotní školy se nedostal, podařilo se mu absolvovat střelecký kurz.
V Anglii byl přidělen k 311. bombardovací peruti RAF. Bojů o Británii se účastnil nejprve jako střelec při náletech na Německo. V roce 1943 byl převelen k Pobřežnímu velitelství RAF, až do konce války sloužil při stíhání ponorek a útocích na námořní konvoje. Mezi lety 1941 a 1945 nalétal na strojích Wellington a Liberator 680 operačních hodin.
Po skončení druhé světové války se vrátil do Československa a nastoupil jako palubní mechanik k Leteckému dopravnímu pluku ve Kbelích k vládní letce. V březnu 1949 byl na 14 dní zatčen, jelikož tajně převážel zásilky kamarádům, kteří emigrovali do Anglie. Byl vyšetřován a vyslýchán několik dní, obviněn však nebyl. Následně musel z armády bez udání důvodu odejít. Poté až do důchodu pracoval v pražské Tesle jako seřizovač automatů.
Spolu s dalšími válečnými veterány se účastnil besed se studenty.

### Iniciativa výměny uniforem Hradní stráže
V roce 2006 se váleční veteráni druhé světové války angažovali v iniciativě, která si kladla za cíl výměnu uniforem Hradní stráže. Spolu s představiteli Československé obce legionářské se podepsali pod dopis, kde navrhovali prezidentu Václavu Klausovi, aby Hrad hlídali vojáci v uniformách československých legionářů z první světové války. Dopis byl podepsán Josefem Herczem, Emilem Bočkem, Jaroslavem Hofrichterem, Janem Horalem a dalšími deseti veterány.

## Ocenění
Plukovník Jaroslav Hofrichter byl nositelem řady československých (třikrát udělen válečný kříž, medaile za chrabrost), českých a spojeneckých vyznamenání.
V roce 1990 byl mimořádně jmenován do hodnosti podplukovníka a v roce 1991 se stal plukovníkem.
Je držitelem Pamětní medaile ČsOL II. stupně a Pamětní medaile ČsOL 1914–1918, 1939–1945 
Dne 16. dubna 2005 obdržel medaili Svazu letců České republiky (č. 119).
V roce 2008 mu městská část Praha 4 udělila čestné občanství. Je také nositelem čestného občanství městské části Praha 18.
V roce 2011 jej Senát Parlamentu České republiky nominoval na Řád bílého lva.
V roce 2014 obdržel Záslužný kříž ministra obrany České republiky I. stupně.
V roce 2015 při příležitosti životního jubilea obdržel pamětní medaili ředitele Krajského vojenského velitelství Plzeň.
V roce 2017 jej Poslanecká sněmovna Parlamentu České republiky nominovala na státní vyznamenání.
Místostarosta městské části Praha 18 podal v roce 2020 prostřednictvím Senátu Parlamentu České republiky návrh na propůjčení nejvyššího státního vyznamenání České republiky Jaroslavu Hofrichterovi. Návrh podpořili i zastupitelé města Plzně. Nominantem Senátu na státní vyznamenání pro rok 2020 se Hofrichter nestal.

### Vyznamenání
- Československý válečný kříž 1939 (trojnásobný nositel)
- Československá medaile Za chrabrost před nepřítelem
- Československá medaile za zásluhy I. stupně, II. stupně
- Medaile Za službu vlasti
- Medaile za zásluhy o ČSLA II. stupně[37]
- Pamětní medaile československé armády v zahraničí
- Záslužný kříž ministra obrany České republiky I. stupně
- Čestný odznak Přemysla Otakara II., krále železného a zlatého[38]
- Hvězda 1939–1945
- Hvězda Atlantiku[39]
- Evropská hvězda leteckých osádek[40]
- Britská medaile Za obranu
- Válečná medaile 1939–1945